# Hugo Goetz
Hugo Louis Goetz (Chicago, Illinois, 18 d'octubre de 1884 – Foley, Alabama, 4 d'abril de 1972) va ser un nedador estatunidenc que va competir a primers del segle xx.
El 1904 va prendre part en els Jocs Olímpics de Saint Louis, on va guanyar la medalla de plata en la prova dels 4x50 iardes relleus lliures, junt a David Hammond, William Tuttle i Raymond Thorne.